# Lauri Porra
Lauri Porra född 13 december 1977 i Helsingfors, Finland, är basist i gruppen Stratovarius och dess nyaste bandmedlem. Han axlade manteln efter att Jari Kainulainen av personliga skäl lämnat bandet som han varit trogen i 12 år. Porra har bland annat spelat i Sinergy, Warmen och Kotipelto.